# We Are One (canção dos Wild Youth)
"We Are One" é uma canção da banda pop irlandesa Wild Youthlançada a 27 de janeiro de 2023. A canção representou a Irlanda no Festival Eurovisão da Canção de 2023 após vencer o Eurosong 2023, a seleção nacional da Irlanda para o Festival Eurovisão da Canção daquele ano. Antes do concurso, a música alcançou a posição 93 na parada de singles irlandesa .

## Contexto
Numa entrevista ao sítio de fãs da Eurovisão, ESCBubble, o vocalista da banda, Conor O'Donohoe, disse que a canção é inspirada na missão do Festival Eurovisão da Canção de trazer unidade à Europa, esperando que a canção leve uma mensagem de unidade e paz às pessoas.

## Festival Eurovisão da Canção

### Eurosong 2023
A final do Eurosong 2023 realizou-se em 3 de fevereiro de 2023 no Studio 4 da RTÉ em Dublin, apresentada por Ryan Tubridy . Na final, a música conquistou um total de 34 pontos dos 36 máximos, ganhando 12 tanto no júri nacional quanto no televoto, garantindo a vaga irlandesa no Festival Eurovisão da Canção.

### Eurovisão
A Irlanda teve de fazer a sua apresentação na 1.ª semi-final, realizada a 9 de maio de 2023, e teve lugar na 1.ª parte do espetáculo. A canção não conseguiu qualificar-se para a final.